# Raión de Masalli
Masalli (en azerí: Masallı) es uno de los cincuenta y nueve rayones en los que subdivide políticamente la República de Azerbaiyán. La capital es la ciudad de Masallı.

## Geografía

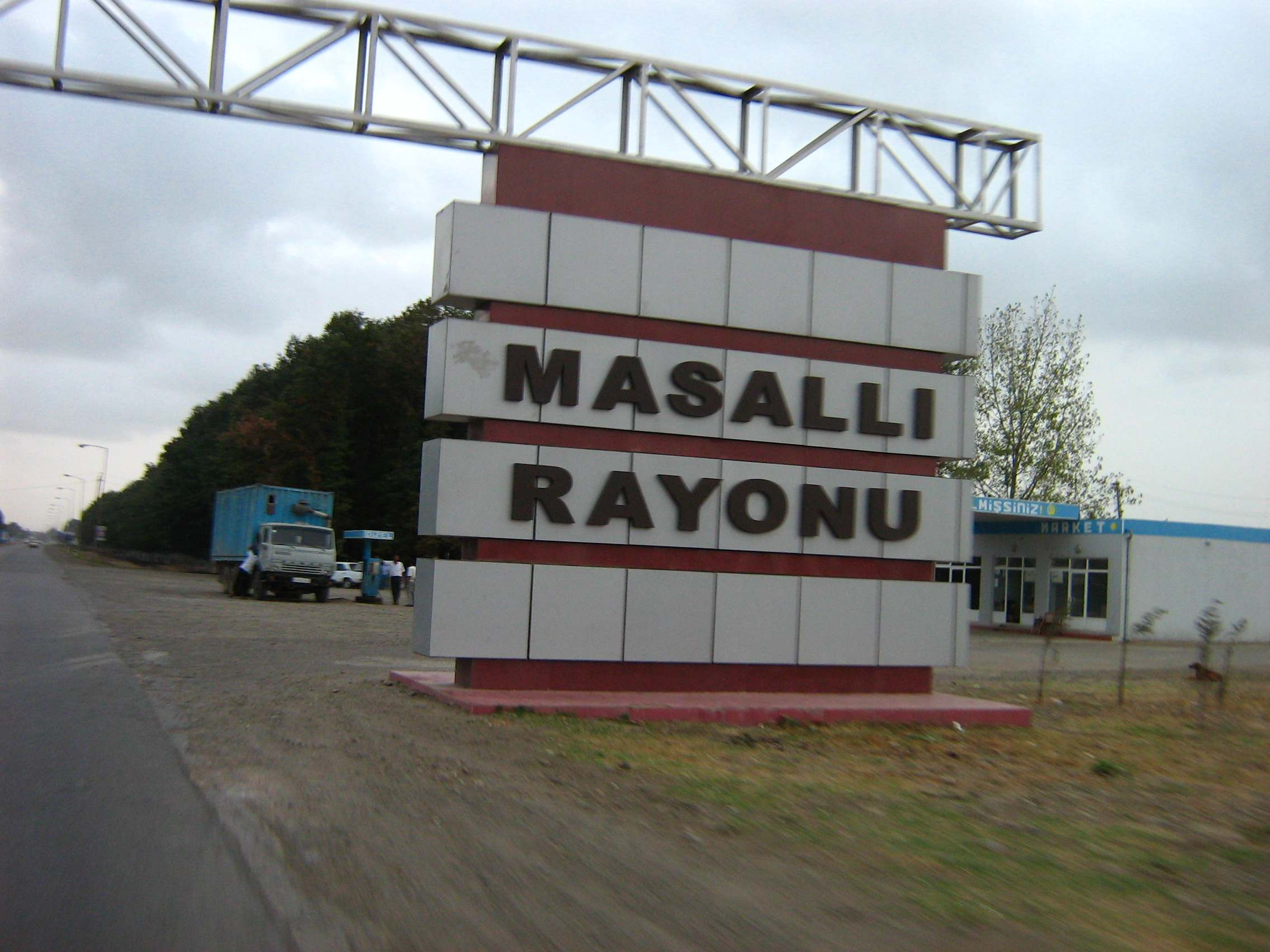
Entrada en el raión

Una de las fronteras de esta zona es la Costa del Mar Caspio y la otra son las Montañas Talish. Según su relieve la región se divide principalmente en áreas montañosas y llanas. La región de Masalli se encuentra situada a lo largo de la línea principal de transporte, la carretera que va desde la capital al sur, hasta Irán.  Vilesh, Tatyan, Alvadichay, Matara y otros ríos atraviesan las tierras de la región y desembocan en el mar Caspio.El territorio del raión tiene fronteras con otros raiónes de Azerbaiyán como Lankaran, Lerik, Yardimli, Yalilabad y Neftchala. El clima de aquí es subtropical. Temperatura media en enero es 2,5 °C, en julio 25,6 °C. Las precipitaciones medias anuales son 600-800 mm.

## Territorio y población
Comprende una superficie de 721 kilómetros cuadrados, con una población de 223 800 personas (según los datos de 2018) y una densidad poblacional de 158 habitantes por kilómetro cuadrado.
| Territorio       | Total    | Total | Hombres  | Hombres | Mujeres  | Mujeres |
| Territorio       | personas | %     | personas | %       | personas | %       |
| Raión de Masallı | 197 147  | 100,0 | 98 908   | 100,0   | 98 239   | 100,0   |
| población urbana | 30 969   | 15,71 | 15 860   | 16,04   | 15 109   | 15,38   |
| población rural  | 166 178  | 84,29 | 83 048   | 83,96   | 83 130   | 84,62   |

## Historia
En la antigüedad, este territorio pertenecía a los estados históricos, Manna y Atropetana. 
Desde el siglo XVIII, ha sido incluido en el territorio de Massali - al khanato de Talish.
En el siglo XIX formó parte del área Arkevan de la guberniya Lankaran.
El raión Masalli fue creado en el año 1930.

## Unidades territorialadministrativas
- Arkivan
- Boradigyakh
- Masalli - centro del raión
- Mishkami
- Turkoba
- Hishkadara
- Hadjitepe
- Shahriar
- Hirmandali
- Kohne Alvadi
- Mahmudavar
- Bambashi
- Qariblar
- Ondjaqala

## Economía
La región se caracteriza por su actividad agrícola. Produce té, verduras, frutas, vino y algodón. Hay varias industrias lácteas, bodegas y se producen otros alimentos. Hay esteras tejidas de la aldea Musakuche, pañuelos hechos en la aldea de Turkoba, varios productos de cerámica , alfombras, calcetines y guantes preparados en la aldea de Erkivan, así como productos de árboles con patrones nacionales hechos en las aldeas de Geribler, Kolatan y Sighdash.

## Transporte
La carretera que va de Bakú a Lənkəran, atraviesa el distrito.

## Monumentos históricos y curiosidades
La antigua mezquita y el baño que se construyeron en el siglo XIX, la torre Erkivan, otras mezquitas en los pueblos Boradigha y Digah (siglo XV) y el sepulcro Seyid Sadikh son los únicos monumentos históricos que han sobrevivido del pasado.  La reserva de Gizilaghac se extiende a lo largo de la carretera Masalli Lankaran. También en los pueblos de la raión hay los parques de conservación de Geribler y Yenikend.

### El Museo de Historia Etnográfica
En la exposición del museo se presentan los ejemplos de la ropa, gráficos, esculturas, artes decorativas, la numismática, la etnografía, fotos, documentos. u otros.

## Istisu
A pocos kilómetros de Masalli, cerca del pueblo de Arkivan se encuentra el manantial mineral de Istisu ("agua caliente" es la traducción del azerí). En verano, esta zona se ha convertido en  un lugar de peregrinación por muchos turistas de todo el mundo quienes sufrían reúmas y otras enfermedades.